# 앨런 글린
앨런 글린(Alan Glynn, 1960년 ~ )은 아일랜드 더블린 태생의 작가이다. 트리니티 칼리지 (더블린)에서 영어 문학을 연구했다. 《더 다크 필즈》 등의 작품으로 잘 알려져 있다.

## 참고 문헌
- Burke, Declan (2009년 9월 24일). “Alan Glynn: His Dark Places”. Herald.ie. 2011년 9월 11일에 확인함.
- Spain, John (2011년 9월 3일). “Alan who? -- not for much longer if Hollywood has anything to say about it”. Independent.ie. 2011년 9월 11일에 확인함.
- “A Conversation with Limitless author Alan Glynn and screenwriter Leslie Dixon”. Mulholland Books. 2011년 3월 17일. 2015년 11월 16일에 원본 문서에서 보존된 문서. 2023년 5월 27일에 확인함.